# Monkey D. Luffy
Monkey D. Luffy er hovedpersonen i mangaserien One Piece, som er skrevet af Eiichiro Oda. Han er Stråhat-piraternes kaptajn og ønsker ligesom mange andre pirater at finde skatten One Piece og dermed blive sørøvernes konge. De fleste folk tager dog ikke dette mål seriøst, før de ser Luffys absurde styrke. Det vides ikke, hvordan Luffy blev så stærk, eller hvordan han trænede i de 10 år, han trænede.

## Personlighed og optræden
Han er som regel iført rød vest, blå shorts, sandaler og en stråhat, som han har fået af sit idol Shanks Den Røde. Han har et ar under sit venstre øje, som han i sin barndom har lavet med vilje for at vise sit mod. En af grundene til at han har så stærk en kampånd er, fordi han som lille blev efterladt af sin bedstefar ude i junglen, nede i kløfter osv.
Luffys krop er strækbar som gummi, fordi han engang har spist en såkaldt Gum-Gum frugt. Dette betyder, at han ikke kan svømme og aldrig vil lære det. Han er immun over for pistolskud på grund af sin gummikrop, men svag imod sværd og andre skarpe ting.
Luffys to dominerende træk er hans tydelige mangel på intelligens og hans totale frygtløshed. Luffy kan med lethed blive forbløffet af selv de simpleste ting, så som eremitkrebs, og kan blive forvirret af simple koncepter som at ved at grave et hul ved siden af et andet et kan han utilsigtet komme til at fylde det andet hul op. Også større koncepter, som når Nami eller Chopper prøver at forklare ham noget til han, vil han med det sammen kalde et mysterium, da han stadig ikke forstår dem. Han elsker monstre og vil ofte invitere sære væsner til at slutte sig til sin besætning (som set i Thriller Bark Akten, hvor han inviterer et talende træ til at slutte sig til sin besætning). Han har også overhovedet ingen forstand på medicin. Da Nami for eksempel havde en høj feber, fortalte han hende, at hun skulle spise noget koldt, og senere prøvede at helbrede Roronoa Zoro (efter kampen mod Bartholomew Kuma) ved at hælde sake i ham, fordi Zoro elsker sake. Da han prøvede at udtænke en plan for at komme væk fra Amazon Lily, selvom han dog havde en smule logisk sans omkring hvor han skulle lede, kunne man dog se ham anstrenge sig og høre ham sige, at han følte sig syg af at tænke for meget. Han har en meget enkel tankegang og har derfor nemmere ved at overskue tingene i kaotiske situationer. Luffy ser tingene, som de er, og ignorerer eller overser tit de unødvendige komplikationer, som andre ser. Han er ikke bange for døden, hvilket især kommer til syne i Loguetown, hvor han smiler ved sin henrettelse, og han kaster sig altid ud i kamp, når det er nødvendigt. Selvom han er klar over sin styrke, slås han ikke for sjov, men kun når hans venner er i fare eller for folk, han kan lide.
Luffy er kendt for at være dumdristig og godtroende – derfor undervurderes han tit af sine modstandere, der dog hurtigt bliver klogere. Han har nemlig en enorm styrke og stædighed, og han giver aldrig op, især ikke når det kommer til slåskampe. Dette kommer især til syne i hans kamp mod Sir Crocodile, hvor han bliver besejret to gange. Selv hans besætning, som han lever med hver dag, kan blive forbløffede over hans styrke og gåpåmod.
Luffy er meget spontan, og når han får sat sig noget for, skal det i hans øjne fuldføres lige meget hvad. Han er som sagt også enormt naiv og gør tit sig selv til grin uden at vide det. Hans besætning er aldrig blege for at slå eller sparke ham, når hans spørgsmål eller konklusioner er for dumme. Men ellers har hans besætning stor respekt for ham, for uden ham ville ingen af dem være lykkelige i dag, og det ville mange andre rundt omkring i East Blue og på Grand Line heller ikke.
En anden humoristisk side af Luffy er hans umættelighed. Han kan spise enorme mængder mad i flere timer, men han kan heldigvis rumme det, da hans mavesæk kan strække sig.

### D'et
Et af One Pieces største mysterier er, hvad D'et i Monkey D. Luffy står for. Nico Robin spurgte sig selv, hvad forbindelsen var mellem dem, der bar D'et i deres navn og deres vilje, og det virker, som om hun ved mest af alle om det berygtede bogstav. Indtil videre har vi kun mødt store personligheder med D'et i deres navn, men om de alle har noget at gøre med hinanden, vides ikke. Luffys bedstefar Monkey D Garb og hans far Monkey D Dragon, har også D'et i navnet, så der er mulighed for, at det er et familienavn. Luffys adoptivstorebror Portgas D. Ace, har også D'et i sit navn. Dr. Kureha afslørede, da Stråhattene forlod Drumm, at sørøvernes konge Gold Roger, som senere viser sig at være Aces rigtige far, og som Luffy tit bliver sammenlignet med, i virkeligheden hedder Gol D. Roger. Vi har også mødt sørøverkaptajnen Blackbeard, hvis rigtige navn er Marshall D. Teach, og som ikke har et godt rygte, men også er ufattelig stærk

### Besætningen
Luffys venner er det vigtigste for ham. Allerede som barn blev han inspireret af Shanks til at sætte sine venner så højt, men først senere har han taget det mere til hjertet. Luffy lever og ånder for sine venner – og skader man nogen af dem, bliver han rasende. Han stoler på hver og en i sin besætning og har personligt udvalgt dem alle – med undtagelse af Nico Robin, der selv spurgte, om hun kunne blive medlem. Ligeledes har hans besætning tillid til ham og ved, at han altid vil stå bag dem. Han accepterer ikke et nej fra nogen, for når Luffy har besluttet sig for at opnå noget, f.eks. at hyre et nyt besætningsmedlem, så lykkes det ham.
Luffy og hans bror Ace er også venner. Selvom de har et typisk brødreforhold og konkurrerer, så holder de af hinanden. Luffy ser meget op til ham. Ace er leder af 2. divisionen hos den vidtberømte pirat Whitebeard.

## Historie
Da Luffy var 7 år holdt der en bande pirater til ved hans by. Det var Shanks den Rødes bande, og Luffy blev gode venner med dem. Allerede dengang ønskede Luffy at blive pirat og finde den sagnomspundne skat One Piece. Han ville meget gerne være med i Shanks' bande, men var med sine 7 år for lille, så Shanks ville ikke tillade det. Da han var lille, var Luffy meget mere moden og alvorlig, end han er den dag i dag, men han forstod stadig ikke, at han ikke måtte være med i deres bande og blev meget sur, når de gjorde grin med ham.
En dag kom en flok bjergrøvere ind på Shanks' stamkro. Bjergrøverne provokerede og blærede sig, men Shanks forholdt sig venligt over for dem og blev kun irriteret over, at kromutteren Makino havde mere at rydde op, da bjergrøvernes leder smadrede en flaske i hovedet på ham. Da bjergrøverne gik, grinte piraterne højt, og Luffy blev vred, fordi han ikke forstod, hvorfor de ikke forsvarede deres ære.
Dét ville han nemlig selv gøre i den situation, og da han senere ville hævne piraterne, blev han bare gennemtæsket af bjergrøverne. Shanks hørte om dette og nåede frem med sin besætning, hvorefter han vandt overlegent mod dem, men bjergrøverhøvdingen Higuma flygtede med Luffy. De forsvandt ud i en jolle, og Higuma smed den forsvarsløse Luffy i havet. En Sea King (kaldet Kystens Hersker) dukkede op og slugte Higuma i en mundfuld, men idet den skulle til at angribe Luffy, blev han trukket til siden. Han opdagede til sin store overraskelse, at det var Shanks, der havde reddet ham. Shanks' iskolde blik (Som man senere fandt ud af er et angreb kaldet Haki) fik Kystens Hersker til at flygte, og først bagefter fandt Luffy ud af, at den havde bidt Shanks' arm af, samtidig med han trak Luffy til side. Shanks sagde tak for, at Luffy forsvarede hans ære, og det så slet ikke ud, såret efter hans arm gjorde ondt.
Nogle få dage senere ville Shanks og hans besætning forlade landsbyen permanent. Inden han tog af sted, gav han sin stråhat til Luffy og sagde, at han skulle give den tilbage, når han var blevet en stor og berømt pirat. Luffy sagde, at han ville få en stærkere besætning end Shanks', og at han ville finde One Piece og blive sørøvernes konge.
Siden da har Luffy arbejdet hårdt for at holde sit løfte og er nu kendt som "Monkey D. Luffy", "Stråhat-Luffy" eller bare "Stråhatten". Luffys mål er stadig at blive sørøvernes konge, og stråhatten er stadig hans vigtigste ejendom eller hans skat, som han selv udtrykker det. Det eneste tidspunkt, han ikke har den på sig, er, når han er i slåskamp – for at den ikke skal blive beskadiget. I disse situationer giver han den til en af sine besætningsmedlemmer, hvilket oftest er Nami, men Usopp er også set med den på.

## Angreb og kampteknik
Luffys rå fysiske styrke og fingerfærdighed er et resultat af hans bedstefars underlige træningsmetoder (smidt ned i en bundløs grøft, bundet til en ballon, efterladt i en skov midt om natten osv.) og han påstår at have et slag lige så kraftfuldt som et pistolskud selv i alderen.[7] Hans udholdenhed og modstandskraft er utrolig; han kan tage gentagne, dødbringende slag fra magtfulde modstandere der ville dræbe en normal person med lethed i de fleste af sine kampe, og stadig være i stand til at stå op og fortsætte med at kæmpe effektivt.
Luffy har, til stor fordel i kampsituationer, djævlekræfter. Han har som nævnt tidligere spist Gum-Gum-frugten, hvilket gør ham til et gummimenneske. Det gør, at han kan strække enhver kropsdel og bruge sin enorme styrke til at at slå sin fjende. Pistolkugler gør ham ikke noget, men skarpe ting bliver han såret af som et almindeligt menneske. Han bliver ved med at udvikle nye teknikker og angreb, og der er sandsynligvis stadig mange flere muligheder med Gum-Gum-frugten. Det ser ud, som om at kampteknik er et af de eneste punkter, han er dygtig på.

### Normale Luffy
Følgende angreb bruger Luffy i sin normale form.
- Gum-Gum-Pistol: Et almindeligt slag, der bare er stærkere takket være Luffys strækbare arm. Angrebet kan både bruges i nærkamp og langt fra.
- Gum-Gum-Raket: Luffys måde at rejse hurtigt. Han strækker sine arme ud og griber fat i en ting (et træ. et hegn, osv.), hvorefter han skyder sig selv af sted som en slangebøsse.
- Gum-Gum-Bazooka: Luffy strækker begge sine arme langt tilbage og skyder dem derefter fremad mod modstanderen. Dette er et af hans stærkeste angreb.
- Gum-Gum-Gatling: Luffy slår utallige gange så hurtigt, at det ser ud, som om han har mange arme.
- Gum-Gum-Bombe: Luffy strækker sin arm langt tilbage og skyder den derefter fremad mod modstanderen.
- Gum-Gum-Slynge: Luffy griber fat i modstanderen og snor sin krop rundt om vedkommende. Når han slipper, bliver modstanderen skudt langt væk.
- Gum-Gum-Riffel: Minder meget om Gum-Gum-Bombe, men da Luffy vrider sin arm rundt først, bliver slaget meget stærkere og får modstanderen til at snurre rundt.
- Gum-Gum-Kanon: Luffy varmer først op med en række mindre slag, hvorefter han fuldfører angrebet med et meget stærkt slag med begge hænder. Dette er et af hans stærkeste angreb.
- Gum-Gum-Pisk: Luffy strækker sit ben ud og sparker i en cirkel, hvilket kan ramme mange fjender på én gang.
- Gum-Gum-Hammer: Luffy griber fat i sin modstander med sine fødder, snurrer sine ben rundt, hvilket også får modstanderen til at snurre, hvorefter han slår modstanderen i gulvet.
- Gum-Gum-Hook: Dette er navnet på to af Luffys angreb. Med det ene griber han en ting bag sin modstander og skyder sig selv frem, hvorefter han strækker sin anden arm frem for at slå modstanderen. Med det andet strækker han sin arm i en cirkel og slår modstanderen på ryggen.
- Gum-Gum-Spyd: Luffy samler sine fødder og sparker med begge på samme tid.
- Gum-Gum-Supersense: Luffy strækker begge sine arme hurtigt ud til siden og leverer et håndkantslag mod alle modstandere i nærheden.
- Gum-Gum-Stridsøkse: Luffy strækker sit ben højt op i luften og skyder det derefter ned mod en overflade for at gøre massiv skade.
- Gum-Gum-Ballon: Luffy indånder en masse luft for at puste sig selv op, hvilket forøger hans modstandskraft mod angreb, hans normale krop ikke kan parere, f.eks. kanonkugler.
- Gum-Gum-Klokke: Luffy griber fat i sin fjende, strækker sin hals langt tilbage og skyder den frem for at nikke modstanderen en skalle.
- Gum-Gum-Twister: Luffy planter sine fødder i jorden, snurrer sin krop rundt, griber fat i en stor ting eller væsen, snurrer væsnet/tingen rundt for at slå alle modstandere i nærheden og kaster til sidst væsnet/tingen væk.
- Gum-Gum-Skjold: Luffy strækker sine fingre ud foran sit ansigt for at blokere angreb, især sværdangreb.
- Gum-Gum-Net: Luffy fletter sine fingre sammen til netform og strækker dem derefter ud for at fange sin modstander med "nettet".
- Gum-Gum-Kølle: Luffy sparker sin modstander hårdt med undersiden af sin fod, hvilket efterlader et fodspor på dem.
- Gum-Gum-Grumf: Luffy spærrer sin mund helt op og prøver at bide sin modstander.
- Gum-Gum-Rundsav: Luffy griber fat i sin modstanders skuldre, går tilbage, snurrer rundt og skyder sig tilbage til sin modstander for at nikke vedkommende en skalle.
- Gum-Gum-Orkan: Luffys stærkeste angreb. En stærkere version af Gatling. Han bruger Gum-Gum-Ballon og snurrer sin krop rundt, hvorefter han puster luften ud, hvilket skyder ham højt op i luften. Derefter giver han modstanderen en masse slag, der forøges voldsomt af kraften fra hans affyring.
- Gum-Gum-Fyrværkeri: Luffy hopper op i luften og snurrer rundt, hvorefter han sparker og slår vildt omkring sig, hvilket rammer alle uforsigtige modstandere.
- Gum-Gum-Dum: Luffy "slukker" for sin tankevirksomhed, hvilket får ham til ubevidst at undvige alle angreb.
- Gum-Gum-Oktopus: Luffy fjerner al bevidst kontrol over sine kropsdele, hvilket gør dem slappe.
- Gum-Gum-Oktopusfyrværkeri: Ligesom Gum-Gum-Fyrværkeri, bortset fra at Luffys Oktopus-form gør hans arme og ben meget hurtigere, men også meget sværere at styre.

### Vand-Luffy
I kampen mod Sir Crocodile opdagede Luffy, at Crocodiles svaghed var vand, hvorefter Luffy slugte en hel tønde vand, hvilket fik hans mave til at svulme op. Han kan bruge alle sine normale angreb i denne form, men ses næsten kun bruge Vandpistol-angrebet.
- Vandpistol: Luffy spytter en vandkugle mod modstanderen.

### Afro-Luffy
I Davy Back Fight iførte Luffy sig en afro og et boksekostume i sin kamp mod Foxy. Ifølge Usopp giver afroen Luffy ekstra styrke. Den eneste forskel er dog den måde, Luffy taler på, bl.a. bruger han engelske udtryk ofte set i den afroamerikanske kultur. Udover den tidligere nævnte Gum-Gum-Hook og sine normale angreb har Luffy kun ét unikt angreb i denne form.
- Gum-Gum-Hellebard: Luffy svinger sin næve rundt i luften i lang tid for at samle slagkraft, hvorefter han slår modstanderen.